# Wilfried Schwarz
Wilfried Schwarz (* 1937 in Finsterwalde) ist ein deutscher Maler und Lehrer.

## Leben und Wirken
Wilfried Schwarz wurde 1937 in der Niederlausitz, in Finsterwalde geboren. 1955 bis 1960 studierte er Germanistik und Kunsterziehung an der Humboldt-Universität zu Berlin. Nach dem Staatsexamen arbeitete er von 1960 bis 1980 als Lehrer für Kunsterziehung und Deutsch in Brandenburg (Havel). 1966 war Schwarz Referent beim Weltkongress der Kunsterzieher in Prag. Von 1974 bis 1980 besuchte Wilfried Schwarz die Bezirksförderklasse Malerei/Grafik in Potsdam. Seine Lehrer waren Gottfried Höfer und Wolfgang Liebert. Danach war er von 1980 bis 1990 Bereichsleiter Kultur/Kunst an der Volkshochschule (VHS) Brandenburg (Havel). Nach der Wende in der DDR wurde Schwarz von 1991 bis 1993 Kulturamtsleiter in Brandenburg an der Havel und von 1993 bis 2001 Lehrbereichsleiter VHS. Anschließend ging er in den Ruhestand, arbeitet aber weiterhin als Dozent an den Volkshochschulen in Rathenow und Brandenburg an der Havel. Seit 2008 wohnt er in Rathenow.

## Ausstellungen

### Personalausstellungen
- in Brandenburg, Ketzin, Potsdam, Berlin
- 2007/08 – Canyonbilder und Décalcomanien, Galerie der HNO-Klinik Brandenburg
- 2008/09 – Rückblick und Einblick – Malerei, Grafik, Décalcomanien und Collagen
- 2008/09 – Galerie des Städtischen Klinikums Brandenburg
- 2010 – Galerie im Rathaus Rathenow, erste Schaufensterbilder
- 2011 – Rathausgalerie Teltow
- 2011 – IAV, Berlin-Moabit
- 2012 – Aufenthalte anderswo – Malerei, Grafik im Zellenspeicher Optikpark
- 2012 – Stationen – Malerei, Grafik, Décalcomanien, Volkshochschule Brandenburg an der Havel
- 2013/14 – Rathausgalerie Premnitz
- 2017 – Lebensreise – Malerei, Grafik, Décalcomanien, Stadtmuseum Brandenburg[1]

### Ausstellungsbeteiligungen
- ab 1962 belegt
- 2002 bis 2008 – Ausstellungsbeteiligungen in Brandenburg an der Havel, Potsdam, Berlin, Leipzig, Polen, Ungarn, Frankreich (Salon de Printemps in Epinay-sur-Seine und Roissy – 2008 Preis der Jury als bester ausländischer Teilnehmer)
- 2006 – Brandenburger Künstler, im Kulturkaufhaus, Brandenburg an der Havel
- 2007 – Kunst im Industriedenkmal, im Industriemuseum Brandenburg an der Havel[2]
- 2008 – OFF ART, Brandenburg an der Havel mit Künstlern aus Epinay-sur-Seine; Ausstellung in Oberursel
- 2010 – Stadtansichten, Kunsthalle Wiesenburg
- 2011 – In und um Worpswede, Fachhochschule Brandenburg
- 2013 – Deutsch-Polnische Ausstellung, Museumshaus „Im Güldenen Arm“ in Potsdam
- 2015 – Von Dom zu Dom, Kulturscheune Domstiftsgut Mötzow
- 2015 – stattbekannt-150 Jahre Brandenburg in der Malerei, Stadtmuseum Brandenburg
- 2017 – Lebensreise, Kulturzentrum Rathenow[3]